# 風
風 (vent) est un kanji composé de 9 traits et fondé sur 風. Il fait partie des kyōiku kanji et est étudié en 2e année.
Il se lit フー ou フ (fu ou fuu) en lecture on et かぜ (kaze) en lecture kun.

## Définition
Ce kanji signifie vent.